# Șnîriv, Brodî
Șnîriv (în ucraineană Шнирів) este localitatea de reședință a comunei Șnîriv din raionul Brodî, regiunea Liov, Ucraina.

## Demografie
Componența lingvistică a localității Șnîriv
     Ucraineană (99,22%)
     Alte limbi (0,58%)
Conform recensământului din 2001, majoritatea populației localității Șnîriv era vorbitoare de ucraineană (99,22%), existând în minoritate și vorbitori de alte limbi.